# Prvenstvo Jugoslavije u hokeju na travi 1986.
Jugoslavensko prvenstvo u hokeju na travi za 1986. godinu je osvojila momčad Subotičanka iz Subotice.

## Polufinalne skupine

### Istok
Rezultati:
 
Zorka-Partizan 2:1, 

Subotičanka-Mladost 4:2, 

Subotičanka-Partizan 6:2, 

Zorka -Mladost 3:2,  

Zorka-Subotičanka 1:0

Redoslijed: 

| poz. | klub                   | ut. | pob. | neod. | izg. | golovi | bod |
| ---- | ---------------------- | --- | ---- | ----- | ---- | ------ | --- |
| 1.   | Zorka Subotica         | 3   | 3    | 0     | 0    | 6:1    | 6   |
| 2.   | Subotičanka (Subotica) | 3   | 2    | 0     | 1    | 10:5   | 4   |
| 3.   | Partizan Zelina        | 3   | 1    | 0     | 2    | 6:10   | 2   |
| 4.   | Mladost Zagreb         | 3   | 0    | 0     | 3    | 4:10   | 0   |

### Zapad
Jedinstvo-BASK 2:0, 

Maraton - Elektrovojvodina 2:1, 

Maraton -BASK 7:1, 

Jedinstvo-Elektrovojvodina 1:1, 

Elektrovojvodina-BASK 6:1 

Redoslijed:
| poz. | klub                      | ut. | pob. | neod. | izg. | golovi | bod |
| ---- | ------------------------- | --- | ---- | ----- | ---- | ------ | --- |
| 1.   | Marathon Zagreb           | 3   | 2    | 1     | 0    | 12:5   | 5   |
| 2.   | Jedinstvo Zagreb          | 3   | 1    | 2     | 0    | 6:4    | 4   |
| 3.   | Elektrovojvodina Subotica | 3   | 1    | 1     | 1    | 8:4    | 3   |
| 4.   | BASK Beograd              | 3   | 0    | 0     | 3    | 2:15   | 0   |

## Završnica
Konačni redoslijed nakon odigranih finalnih utakmica:

| poz. | klub                   | ut. | pob. | neod. | izg. | golovi | bod |
| ---- | ---------------------- | --- | ---- | ----- | ---- | ------ | --- |
| 1.   | Subotičanka (Subotica) | 6   | 3    | 3     | 0    |        | 9   |
| 2.   | Zorka Subotica         | 6   | 2    | 3     | 1    |        | 7   |
| 3.   | Marathon Zagreb        | 6   | 1    | 3     | 2    |        | 5   |
| 4.   | Jedinstvo Zagreb       | 6   | 0    | 2     | 4    |        | 2   |

Sastav prvaka, Subotičanka iz Subotice: Salma, Takač R., Takač S., Prčić, Lušpai, Thakur, Kun Sabo, Manji, Ronjec, Žiga,Farkaš Molnar